# محدودکننده جریان
محدودکننده جریان، عمل اعمال محدودیت در جریان که ممکن است به یک بار تحویل‌داده شود تا از مدار تولیدکننده یا انتقال‌دهنده جریان از اثرات مضر در نتیجه اتصال کوتاه یا اضافه بار محافظت کند. اصطلاح «محدودکننده جریان» نیز برای تعریف نوعی از افزاره محافظ جریان اضافی استفاده می‌شود. با توجه به 2020 NEC/NFPA ۷۰، افزاره محافظِ جریان‌اضافی محدودکننده جریان چنین تعریف شده‌است: «افزاره‌ای که در هنگام قطع جریان در گستره محدودکننده-جریانی خود، اگر افزاره با یک رسانای جامد با امپدانس سازگار جایگزین شود، جریان جاری در مدار آسیب دیده را به میزان قابل توجهی کمتر از میزان قابل دریافت در همان مدار کاهش می‌دهد.»

## محدودکننده جریان هجومی
محدودکننده جریان هجومی افزاره‌ای یا گروهی از افزاره‌ها است که برای محدودکردن جریان هجومی استفاده می‌شود. اجزایی مقاومتی غیرفعال مانند مقاومت‌ها یا ترمیستورهای با ضریب دمای منفی (NTC) گزینه‌های ساده‌ای هستند که به ترتیب اشکال اصلی‌شان زمان خنک‌سازی و تلفات توان هستند. وقتی گزینه‌های ساده‌تر نامناسب هستند می‌توان از راه حل‌های پیچیده‌تری با استفاده از اجزای فعال استفاده کرد.

## در مدارهای الکترونیکی قدرت

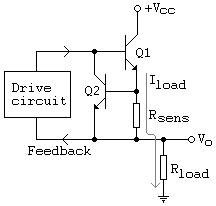
محدودکننده جریان فعال یا محافظت اتصال-کوتاه

بعضی از مدارهای الکترونیکی از محدودکننده-جریان فعال استفاده می‌کنند، زیرا ممکن است یک فیوز از افزاره‌های حالت جامد محافظت نکند.
یک سبک از مدارهای محدودکننده جریان در تصویر نشان داده شده‌است. این طرح‌واره نمایان‌گر یک سازوکار محافظتی ساده است که در منابع DC تنظیم‌شده و تقویت‌کننده‌های قدرت کلاس-ای‌بی استفاده می‌شود.
Rsens حداکثر جریان را به مقدار داده شده توسط {\displaystyle R_{sens}/0.65} ثابت می‌کند. به عنوان مثال، اگر Rsens = ۰٫۳۳ Ω باشد، جریان حدود ۲ آمپر محدود می‌شود حتی اگر Rload اتصال-کوتاه شود (و Vo صفر شود).

منحنی‌های V-I برای تنظیم‌کننده‌های ولتاژ با بکارگیری باراضافی مختلف: تاشو، جریان ثابت محدودشده و نامحدود.

## مدارهای منبع تغذیه تک
مسئله‌ای که در مدار قبلی وجود دارد این است که Q1 اشباع نخواهد شد مگر این که بیس آن در حدود ۰٫۵ ولت بالاتر از Vcc بایاس شود.

این مدارها از یک منبع (Vcc) تک کارآمدتر کار می‌کنند. در هر دو مدار، R1 اجازه می‌دهد تا Q1 روشن و ولتاژ و جریان را به بار منتقل کند. هنگامی که جریان از طریق R_sense از حد طراحی عبور می‌کند، Q2 شروع به روشن شدن می‌کند، که به نوبه خود شروع به خاموش کردن Q1 می‌کند، بنابراین جریان بار را محدود می‌کند. قطعه اختیاری R2 در صورت اتصال کوتاه بار از Q2 محافظت می‌کند. وقتی Vcc حداقل چند ولت باشد، می‌توان برای ولتاژ پایین‌تر از یک ماسفت برای Q1 استفاده کرد. به دلیل سادگی، این مدار بعضاً به عنوان منبع جریان LEDهای پرقدرت مورد استفاده قرار می‌گیرد.